# Ron Butlin
Ron Butlin est un romancier et poète écossais né en 1949 à Édimbourg.

## Biographie
Ron Butlin a fait ses études à l'université de la même ville. Ron Butlin a écrit des romans mais aussi des pièces de théâtre et des poèmes. Il vit encore actuellement dans la capitale écossaise entouré de sa femme, l'écrivaine Regi Claire. Il est également journaliste au Sunday Herald.

## Œuvres traduites en français
- Visites de nuit (2005), Quidam Éditeur (roman écrit en 1997)
- Le son de ma voix (2004), Quidam Éditeur (roman écrit en 1987)
- Appartenance, Stock

## Œuvres non traduites
- Creatures Tamed by Cruelty: Poems in English and Scots and Translations (1979)
- The Exquisite Instrument: Imitations from the Chinese (1982)
- The Tilting Room (1983)
- Ragtime in Unfamiliar Bars (1985)
- First Lines: Writing in Midlothian (1991)
- Histories of Desire (1995)
- Shouting it Out: Stories from Contemporary Scotland (1995)
- Mauritian Voices: New Writing in English (1997)
- Selected Poems (2002)
- Vivaldi and the Number 3 (2004)

## Prix
- 1983, Scottish Arts Council Book Award pour The Exquisite Instrument: Imitations from the Chinese
- 1984, Scottish Arts Council Book Award pour TheTilting Room
- 1985, Scottish Arts Council Book Award pour Ragtime in Unfamiliar Bars